# Marc-André Fleury
Marc-André Fleury (Sorel-Tracy, Quebec, 28 de noviembre de 1984) es un portero profesional canadiense de hockey sobre hielo que actualmente juega para los Minnesota Wild

## Carrera
Seleccionado por Pittsburgh Penguins en la primera elección general en el reclutamiento de la NHL en 2003, tuvo grandes expectativas por parte de la afición, pero tardó algunas temporadas para consolidarse como un portero de élite de la NHL. En el momento en que se inició el juego, a pesar de una derrota por 3 a 0 para Los Angeles Kings, pues paró 46 tiros en ese primer partido, ayudó a conquistar el honor de novato del mes en octubre de 2003.